# Schless István
Schless István (Nagykanizsa, 1885. november 8. – Bécs, 1962. december 23.) méltatlanul elfelejtett Európa-hírű magyar feltaláló.
Bár találmányai számát nem ismerjük, tény, hogy munkásságának megbecsültsége a 20. század elején olyan nagy volt, hogy hatalmas vagyonra tett szert általa. Találmányai nagy részét az első világháborúban hadi célokra használták.

## Élete
A Nagy-Magyarország-emlékmű adományozója a Schless család negyedik gyermekeként született. Apja könyvkötőmester volt, és fivérei is fiatalon nevet vívtak ki maguknak a kanizsai könyvkötőiparban.
Tanulmányait a család ellenkezése ellenére Debrecenben folytatta. Később a Felvidékre költözött, ahol a kralováni Cementgyár és Mészművek gyárigazgatójaként dolgozott. Később a pilseni Skoda gyár alkalmazottja lett. Az összeomlás után, 1918-ban a csehek felgyújtották lakását, vagyonából kiforgatták. Menekülnie kellett, ezért visszaköltözött Nagykanizsára. 
A városban a proletárdiktatúra nem tudott munkát adni az embereknek. Schless István látta, hogy ügyes szervezéssel a város összes építőszakmához tartozó munkanélkülijét foglalkoztatni lehetne. Építőipari szövetkezetet hozott létre, ahol egy hét múlva már 25 tisztviselőt és 400 munkást foglalkoztatott. Ennek köszönhetően mintegy 60 családnak sikerült megoldania lakásgondjait. Építőszövetkezeti működése nem tartott sokáig, mert feljelentették az Országos Munkaügyi Népbiztosságnál, hogy a szövetkezet nem kommunista alapon működik, és ezért forradalmi törvényszék elé akarták állítani. 
Ekkor teljesen visszavonult mindentől. Pénze elfogyott, a bankbetétet a kommunisták lefoglalták. Mivel sem kommunista, sem szakszervezeti tagsági igazolvánnyal nem rendelkezett, ezután sem üzletben sem vendéglőben  nem kapott élelmet. Kénytelen volt külföldre költözködni. Mint édesapja után osztrák állampolgár, a kommunizmus alatt is utazhatott a határon át, így ideiglenesen Bécsben talált otthonra. A kommün bukása után 1919 augusztusában még hazatért, majd szeptember közepén végleg Ausztriába, a Salzburg melletti Grödig-be, majd Anif-ba költözött. 
Ausztriában találmányai értékesítéséből élt, abból szerezte vagyonát. Szabadalmai a világ 16 országában gyümölcsöztek, Amerikától Norvégiáig, természetesen idegen valutában. A Nagy-Magyarország-emlékműre felajánlott 25 000 pengő is egy építőipari szabadalom svájci eladásából származott, amit hazájához való hűséges ragaszkodása jeléül ajánlott fel Nagykanizsának.
Az Európa-szerte ismert nevű feltalálót 1935-ben, Ausztriában nemzetközi bonyodalmak előidézésével vádolták meg, amiért, mint osztrák állampolgár vagyonából irredenta jellegű szobrot emeltetett magyar földön. A pereskedésben elvesztette mindenét, így Németországban (Ulmban, majd Berlinben) teljesen újra kellett kezdenie élete anyagi megalapozását. Svájci és holland tőkecsoportok karolták fel, látva hatalmas szellemi tőkéjét. Az 1950-es években Bécsbe költözött második feleségével, Gerta asszonnyal. Az utolsó életjelet 1959-ben adta magáról. Sírjának helye nem ismert.

## Legismertebb szabadalmai
- Mesterséges márvány
- 1200 fokig éghetetlen fa
- „Mimikrit” tűz- és fagyálló pala
- „Vedit” tűzhely (ausztriai zsírkőpor felhasználásával)
- Rácsgipsz-kötés orvosi felhasználásra
- Magas-nyomású cementcsövek
- Mészből, különleges eljárással előállított olcsó háztartási cikkek

## Himnusz a magyar rádióban
Minden nap, amikor a magyar rádió éjfélkor befejezte a műsorát, vagy napjainkban, amikor elérkezik az éjfél, felhangzik a stúdióból a magyar himnusz. Természetesnek tartjuk, de talán sohasem kerestük, hogy miért van így. Ez Schless Istvánnak köszönhető. Addig kért, addig érvelt, addig levelezett, míg a rádió igazgatósága elfogadta az indítványát.

## Adományai Nagykanizsának
- Az 1933-ban Nagykanizsán felállított országzászló emlékmű acél zászlórúdja aranyozott csúcsdísszel.
- Az 1934-ben felállított Nagy-Magyarország-emlékmű.
- 1941-1942-ben a nagykanizsai felsőtemplom (Jézus Szíve Templom) újraépítéshez jelentős összeget adományozott.
- Minden év karácsonyán több száz pengőt osztott szét Nagykanizsa szegényei között (az akkori szigorú valutaellenőrzés ellenére).

## Hitvallása a magyar nemzetről
Sokakban biztosan felmerül a gondolat a nagykanizsai Nagy-Magyarország-emlékmű láttán, hogy Schless István miért nem adta inkább a pénzt az ínségeseknek, a szegényeknek?  
Schless István a következőket mondta 1934 tavaszán:
„Ezzel a gondolkodással országzászlót, hősi szobrot sem lett volna szabad a mai viszonyok közt építeni. Nem hiszem, hogy itt a nagykanizsai 48-as honvéd gyalogezred szoborra összegyűjtött összeget bárkinek eszébe jutott volna most az építkezés megkezdése előtt, vagy bármikor is a szegények közt való kiosztásra követelni. Ha én a szoborra szánt összeget a szegényeknek osztanám ki, az egy hét, két hét alatt elfogyna, és az ínséges nyomorogna tovább. Az én adományomnak pedig semmi nyoma a nemzet életében nem maradna. De azért én a jótékonyságról sem feledkeztem meg. Az elmúlt karácsonyra is 3000 schillinget osztottam szét a rászorultak között. Én ezúttal nem jótékonykodni akarok, hanem emléket akarok állítani szülővárosomban, a trianoni határon, a történelmi Magyarország gondolatának. Ott születtem Kanizsán, onnét indultam útnak a karrier felé, ott szívtam magamba a magyar történelem lapjainak szellemét, ott tanultam meg leborulni a magyar föld szépsége előtt, ott láttam az első rengő búzatáblát, ott láttam virítani az első muskátlivirágot a fehérre meszelt kis házak ablakában, ott hallottam az első pacsirtaszót. Onnét indultam útnak gyalog, hogy gyermekszívem rajongásával felkeressem a magyar csatatereket, Piskit, Kenyérmezőt, Mohácsot. Minden zegét-zugát, a régi határ minden táját, aranytermő hegyeit, ősi városait, délibábos rónáit ismerem Szent István országának. Minden porcikámban, minden emlékemben, minden álmomban él az ezeréves Magyarország, és azt kell látnom, hogy a mai magyar generáció lassan már a nevét sem tudja a 63 vármegyének. Idők múltán nem lehet fogalma sem a magyar haza történelmi egészéről. Hát ezt akarom én kifejezésre juttatni a kanizsai irredenta szoborban. Amit Magyarország iránt érzek, nem tudom másként kifejezni, mint úgy, hogy megörökítem eszméjét Szent István koronájának hajdani fényében”.

## Külső hivatkozás
- Mészáros József: A nagykanizsai Nagy-Magyarország-emlékmű – Schless István emlékének